# Polycheles typhlops
Polycheles typhlops е вид ракообразно от семейство Polychelidae.

## Разпространение
Видът е разпространен в Австралия, Алжир, Бенин, Бермудски острови, Бразилия, Габон, Гана, Гвинея, Гвинея-Бисау, Гърция, Джибути, Египет, Екваториална Гвинея, Западна Сахара, Йемен, Индонезия, Испания, Италия, Кабо Верде, Камерун, Кипър, Коморски острови, Република Конго, Кот д'Ивоар, Куба, Либерия, Либия, Мавритания, Мадагаскар, Малдиви, Мароко, Мексико, Нигерия, Нова Каледония, Оман, Провинции в КНР, САЩ (Алабама, Луизиана, Мисисипи, Тексас и Флорида), Сенегал, Сиера Леоне, Сирия, Соломонови острови, Сомалия, Тайван, Того, Тонга, Тунис, Турция, Фиджи, Филипини, Франция, Южна Африка и Япония.